# زيامة (بني وليد)
زيامة هي إحدى مشيخات المملكة المغربية، تتبع جغرافيا لإقليم تاونات وإداريًا لبني وليد. يقدر عدد سكانها بـ 3780 نسمة حسب الإحصاء الرسمي للسكان والسكنى لسنة 2004.